# NGC 2578
NGC 2578 (другие обозначения — MCG -2-22-2, IRAS08191-1310, PGC 23440) — галактика в созвездии Корма.
Этот объект входит в число перечисленных в оригинальной редакции «Нового общего каталога».
В галактике вспыхнула сверхновая SN 2013fg типа Ia, её пиковая видимая звездная величина составила 15,4.